# Cuboide
O cuboide é um dos ossos do esqueleto humano, localizado no pé. De forma cúbica, é o mais lateral na fileira distal do tarso. Posteriormente apresenta uma faceta articular para o calcâneo e na frente duas facetas para os quarto e quinto ossos do metatarso. Em sua superfície medial há faces articulares para os ossos cuneiforme lateral e navicular. Anteriormente à tuberosidade do cuboide, nas faces lateral e inferior do osso, há um sulco para o tendão do músculo fibular longo.